# Kim Jung-gi
Kim Jung-gi (en hangul, 김정기; en hanja, 金政基; Goyang, 7 de febrero de 1975-París, 3 de octubre de 2022) fue un dibujante e ilustrador surcoreano. En su trayectoria se hizo conocido por el detalle de sus ilustraciones y por su habilidad para dibujar de memoria y utilizar perspectivas sin líneas de guía.

## Biografía
Kim nació en Goyang y se formó en Bellas Artes por la Universidad Dong-Eui de Busan. Cumplió el servicio militar obligatorio en las fuerzas especiales del ejército de la República de Corea, lo que le permitió memorizar armas y vehículos que tiempo después ha podido utilizar en sus ilustraciones.

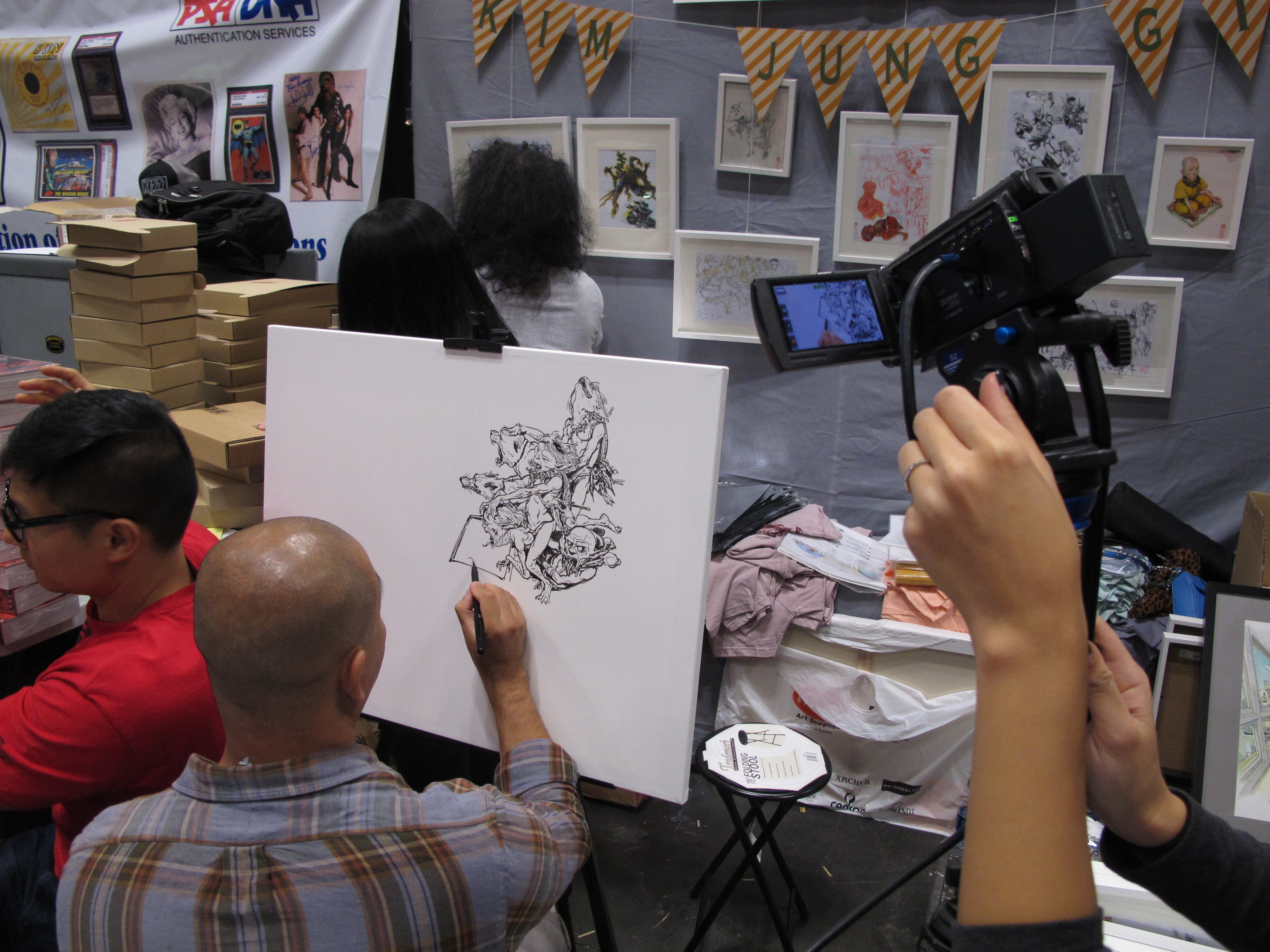
Ilustración en directo de Kim Jung-gi (2014)

En 2001 fundó junto con el autor Kim Hyun-jin el estudio creativo Superani, con sede en Seúl, especializado en difundir la obra de artistas surcoreanos en el panorama internacional. A nivel técnico se especializó en detalladas ilustraciones de gran formato que dibujaba de memoria, directamente con tinta sobre el lienzo, sin necesidad de bocetos ni líneas de guía para las perspectivas. Todo ello le llevó a realizar numerosos espectáculos de arte mural por el mundo.
Dentro de la historieta, debutó a nivel profesional en la década de 2000 y llegó a publicar una obra autoconclusiva en la revista japonesa Young Jump. Entre 2008 y 2010 dibujó la novela gráfica TLT: Tiger the Long Tail, guionizada por Park Seung-jin y recopilada en seis volúmenes. Tiempo después hizo carrera como ilustrador autónomo para editoriales estadounidenses y franco-belgas, además de encargos para campañas publicitarias. Después de ilustrar dos novelas de Bernard Werber, colaboró con el guionista belga Jean-David Morvan en el dibujo de Spygames (Glénat, 2014) y McCurry, NYC, 9/11 (Dupuis, 2016). También fue portadista invitado en Civil War II de Marvel Comics.
Falleció el 3 de octubre de 2022 en París, a los 47 años, debido a un infarto agudo de miocardio. El autor había concluido una gira en Europa y sufrió el ataque cardíaco cuando estaba en el aeropuerto, a punto de tomar un vuelo para viajar a la Comic Con de Nueva York.